# Miyake Shiori
Miyake Shiori (三宅 史織, sinh ngày 13 tháng 10 năm 1995) là một cầu thủ bóng đá nữ người Nhật Bản.

## Đội tuyển bóng đá nữ quốc gia Nhật Bản
Miyake Shiori thi đấu cho đội tuyển bóng đá nữ quốc gia Nhật Bản.

## Thống kê sự nghiệp
| Nhật Bản  | Nhật Bản | Nhật Bản |
| Năm       | Trận     | Bàn      |
| --------- | -------- | -------- |
| 2013      | 1        | 0        |
| 2014      | 0        | 0        |
| 2015      | 0        | 0        |
| 2016      | 0        | 0        |
| 2017      | 5        | 0        |
| 2018      | 11       | 0        |
| 2019      | 1        | 0        |
| Tổng cộng | 18       | 0        |